# Mesut Özil
Mesut Özil (* 15. října 1988, Gelsenkirchen) je bývalý německý fotbalový záložník tureckého původu, který naposledy hrál za turecký klub İstanbul Başakşehir FK. Je muslimského vyznání. Hrál na pozici ofenzivního středopolaře.

## Klubová kariéra
Od mládí hrál za různé kluby v Gelsenkirchenu, a později pět let v Rot-Weiss Essen. V roce 2005 přestoupil do mládežnického týmu klubu FC Schalke 04. 12. srpna 2006 hrál první zápas za Schalke v německé bundeslize. V lednu 2008 přestoupil do klubu Werder Brémy. V Brémách se mu dařilo a v roce 2010 přestoupil do Realu Madrid.

### Real Madrid
Okamžitě se stal pilířem záložní řady a hlavním nahrávačem Cristiana Ronalda.
V 6 kole Primera División 2010/2011 v zápase s La Coruñou nejdříve nahrál na první gól Cristiana Ronalda a poté dal vítězný gól.V 35 kole Primera División 2011/2012 v zápase s Barcelonou si připsal asistenci na vítězný gól Cristiana Ronalda. V září 2013 po příchodu Garetha Balea do Madridu přestoupil za 50 milionů eur do londýnského Arsenalu.Celkově zde za 3 sezóny nastřílel 27 branek a přidal neuvěřitelných 81 asistencí

### Arsenal
Zpočátku zářil, postupně ale jeho hra ztrácela v průběhu sezony 2017/18 na lesku.

### Fenerbahçe
V roce 2020 odešel jako volný hráč do tureckého Fenerbahçe SK. Sezónu 2021/22 začal vítězným gólem do sítě Adany Demirspor, zápas skončil 1:0. Celkově zde nastřílel 9 branek a přidal 3 asistence.
Dne 22. března 2023 oznámil, že se rozhodl ukončit svoji hráčskou kariéru ze zdravotních důvodu.

## Reprezentační kariéra

### Mládežnické reprezentace
V září 2006 byl Özil pozván do výběru Německa do 19 let k zápasu proti Rakousku. V roce 2007 se zúčastnil Mistrovství Evropy ve fotbale hráčů do 19 let, na kterém ve dvou zápasech vstřelil branku. V listopadu 2007 bylo oznámeno, že Özil, jehož otec a prarodiče se narodili v Turecku, požádal o zrušení tureckého občanství a ponechal si jen německé občanství. I přesto ho chtěl trenér Turecka Fatih Terim v sezoně 2008/09 povolat do tureckého A-týmu. Özil to ale odmítl a uvedl důvod, že jede na soustředění reprezentace Německa do 21 let.
Úspěchu v mládežnické reprezentaci dosáhl na Mistrovství Evropy hráčů do 21 let 2009 ve Švédsku, které Německo vyhrálo a Özil dal ve finále proti Anglii gól (výhra 4:0).

### A-mužstvo
11. února 2009 odehrál první zápas za A-tým Německa proti Norsku a tím se definitivně rozhodl reprezentovat Německo. V roce 2010 ho trenér německé reprezentace Joachim Löw nominoval na Mistrovství světa v Jihoafrické republice, kde Němci skončili na 3. místě.
10. září 2013 se jedním gólem v kvalifikačním utkání proti domácím Faerským ostrovům podílel na výhře 3:0, Německo se přiblížilo konečnému prvnímu místu v tabulce základní skupiny C a tím pádem jistotě přímého postupu na Mistrovství světa 2014 v Brazílii. Německo na šampionát postoupilo z prvního místa a Özil v kvalifikační skupině C nastřílel celkem 8 gólů, nejvíce ze všech střelců skupiny.
Trenér Joachim Löw jej vzal i na Mistrovství světa 2014 v Brazílii. Němci postoupili ze základní skupiny G se 7 body z prvního místa po výhře 4:0 s Portugalskem, remíze 2:2 s Ghanou a výhrou 1:0 s USA.
V osmifinále Němci vyřadili Alžírsko po výsledku 2:1 po prodloužení. Özil vstřelil na konci druhé části prodloužení gól na 2:0. S týmem získal zlaté medaile po finálové výhře 1:0 proti Argentině.
Trenér Löw jej zařadil i do závěrečné 23členné nominace na EURO 2016 ve Francii. Němci získali na turnaji bronzové medaile, v semifinále je vyřadila domácí Francie po výsledku 0:2..
Mesut Özil ukončil reprezentační kariéru 22. července 2018 kvůli aféře po zveřejnění společné fotografie s tureckým prezidentem Erdoğanem. Němečtí fanoušci mu vyčítali těsné vazby na autoritářského prezidenta, sám Özil negativní reakce připisoval rasismu.

## Dosažené úspěchy

### Klubové
- Německý pohár – vítěz 2008/09 s Werder Brémy
- Německý pohár – finále 2010 s Werder Brémy
- La Liga – mistr 2011/2012 s Realem Madrid
- Copa del Rey 2010/11 – vítěz s Realem Madrid
- Supercopa de España – vítěz s Realem Madrid (2012)
- FA Cup – vítěz s Arsenal FC (2013/2014)
- Community Shield – vítěz s Arsenal FC (2014/2015)
- FA Cup – vítěz s Arsenal FC (2014/2015)

### Reprezentační
- Mistrovství Evropy do 21 let 2009 – 1. místo
- Mistrovství světa 2014 – 1. místo

### Individuální
- Fotbalista měsíce září 2008 a listopad 2009[15]
- Hráč kola 2009/2010[16]
- Bambi Award: 2010
- Mistrovství Evropy ve fotbale hráčů do 21 let 2009 – hráč utkání.
- 2009–10 Německá fotbalová Bundesliga – nejvíce asistencí (17)
- 2010 FIFA World Cup – nejvíce asistencí (3, společně s Thomasem Müllerem, Bastiannem Schweinsteigerem, Kaká a Dirkem Kuytem)
- 2011–12 Primera División - nejvíce asistencí (17)
- Kvalifikace na Mistrovství světa ve fotbale 2014 – skupina C : nejvíce gólů (8 gólů)
- Cena UEFA nejlepší hráč Evropy 2012 (10. místo)
- UEFA Euro tým turnaje : 2012
- Tým roku podle UEFA – 2012,[17] 2013[18]

## Statistiky

### Klubové
Aktualizováno k 14. 2. 2015
| Klub             | Sezóna           | Liga                         | Liga   | Liga | Poháry | Poháry | Evropa | Evropa | Ostatní | Ostatní | Celkem | Celkem |
| Klub             | Sezóna           | Divize                       | Starty | Góly | Starty | Góly   | Starty | Góly   | Starty  | Góly    | Starty | Góly   |
| ---------------- | ---------------- | ---------------------------- | ------ | ---- | ------ | ------ | ------ | ------ | ------- | ------- | ------ | ------ |
| FC Schalke 04    | 2006–07          | Německá fotbalová Bundesliga | 19     | 0    | 3      | 0      | 1      | 0      | —       | —       | 23     | 0      |
| FC Schalke 04    | 2007–08          | Německá fotbalová Bundesliga | 11     | 0    | 1      | 1      | 4      | 0      | —       | —       | 16     | 1      |
| FC Schalke 04    | Celkem           | Celkem                       | 30     | 0    | 4      | 1      | 5      | 0      | —       | —       | 39     | 1      |
| Werder Brémy     | 2007–08          | Německá fotbalová Bundesliga | 12     | 1    | 0      | 0      | 2      | 0      | —       | —       | 14     | 1      |
| Werder Brémy     | 2008–09          | Německá fotbalová Bundesliga | 28     | 3    | 5      | 2      | 14     | 0      | —       | —       | 47     | 5      |
| Werder Brémy     | 2009–10          | Německá fotbalová Bundesliga | 31     | 9    | 5      | 0      | 8      | 0      | —       | —       | 44     | 11     |
| Werder Brémy     | 2010–11          | Německá fotbalová Bundesliga | 0      | 0    | 1      | 0      | 0      | 0      | —       | —       | 1      | 0      |
| Werder Brémy     | Celkem           | Celkem                       | 71     | 13   | 11     | 2      | 24     | 2      | —       | —       | 106    | 17     |
| Real Madrid      | 2010–11          | Primera División             | 36     | 6    | 6      | 3      | 11     | 1      | —       | —       | 53     | 10     |
| Real Madrid      | 2011–12          | Primera División             | 35     | 4    | 5      | 0      | 10     | 2      | 2       | 1       | 52     | 7      |
| Real Madrid      | 2012–13          | Primera División             | 32     | 9    | 8      | 0      | 10     | 1      | 2       | 0       | 52     | 10     |
| Real Madrid      | 2013–14          | Primera División             | 2      | 0    | 0      | 0      | 0      | 0      | —       | —       | 2      | 0      |
| Real Madrid      | Celkem           | Celkem                       | 105    | 19   | 19     | 3      | 31     | 4      | 4       | 1       | 159    | 27     |
| Arsenal FC       | 2013–14          | Premier League               | 26     | 5    | 6      | 1      | 8      | 1      | —       | —       | 40     | 7      |
| Arsenal FC       | 2014–15          | Premier League               | 9      | 3    | 1      | 1      | 2      | 0      | —       | —       | 12     | 4      |
| Arsenal FC       | Celkem           | Celkem                       | 35     | 8    | 7      | 2      | 10     | 1      | —       | —       | 52     | 11     |
| Celkem v kariéře | Celkem v kariéře | Celkem v kariéře             | 241    | 38   | 41     | 8      | 70     | 7      | 4       | 1       | 356    | 56     |